# Štefan Németh-Šamorínsky
Štefan Németh-Šamorínsky (* 29. September 1896 in Šamorín; † 31. Januar 1975 in Bratislava) war ein slowakischer Komponist, Organist, Pianist, Chorleiter und Musikpädagoge.

## Leben
Štefan Németh-Šamorínskys Name bezieht sich auf seinen in der dreisprachigen Westslowakei liegenden Herkunftsort Šamorín, der bis 1927 slowakisch Šamorýn hieß (ungarisch Somorja, deutsch Sommerein). Vom Vater, einem Lehrer und Regenschori, erhielt er seine musikalische Grundausbildung. Bereits im Alter von zehn Jahren spielte er Orgel bei Messen. 1906–1914 lernte er am Gymnasium des Klosters der Klarissen in Bratislava und besuchte gleichzeitig die Städtische Musikschule, wo er Klavier bei Alexander Albrecht und Violine bei Vilhelm Antalffy studierte. 1908–1912 war er Geiger des von Eugen Kossow geleiteten Städtischen Sinfonieorchesters und Mitglied des Knabenchores des Preßburger Kirchenmusikvereins am Dom St. Martin. Er setzte sein Studium an der Budapester Musikhochschule fort, wo seine Lehrer Béla Bartók (Klavier), Dezső Antalffy-Zsiross (Orgel) und Leó Weiner (Komposition) waren. 1915 musste er sein Studium unterbrechen, weil er als Offiziersanwärter an die Front eingezogen wurde. Nach dem Ende des Ersten Weltkriegs setzte er sein Studium fort, das er 1921 abschloss. Anschließend besuchte er Meisterklassen in Wien (Klavier bei Franz Schmidt, Orgel bei Franz Schütz).
Németh-Šamorínsky wurde Lehrer an der Städtischen Musikschule in Bratislava und wirkte 1921–1953 als Organist am Martinsdom. 1924 erhielt er zudem die Ernennung zum Professor an der Musikhochschule in Budapest. Im selben Jahr gründete er den Béla-Bartók-Chor in Bratislava, mit dem er Konzerte im In- und Ausland gab und den er bis 1945 leitete. Ab 1949 unterrichtete er Klavier und Kammermusik an der Akademie der Darstellenden Künste, der nunmehrigen Hochschule für Musische Künste Bratislava (Vysoká škola múzických umení v Bratislave – VŠMU). Er arbeitete auch als Organologe (Orgelbaukundler) und entwarf mehr als dreißig Instrumente in der gesamten Slowakei. Die Kunstgrundschule in Šamorín trägt seinen Namen.

## Preise und Auszeichnungen (Auswahl)
- 2014: Eintrag in das Goldene Buch der slowakischen Urheberrechtsgesellschaft SOZA[4] für das Jahr 2013 (posthum)

## Werke (Auswahl)

### Gesangsstimme und Orchester
- Záhorácke piesne (Lieder aus Záhorie) für Tenor und Orchester (1948)
- Úderníci (Die Streikenden) nach einem Text von Ján Poničan für Gesang und Orchester (1951)

### Orchester
- Tanec s fľašami zo Zadunajska (Tanz mit Flaschen aus Transdanubien) (1954)
- Brezy (Birken). Sinfonische Dichtung für großes Orchester (1959)
- Kuchynský tanec z Medzilaboriec (Küchentanz aus Medzilaborce) (1968)

### Soloinstrument und Orchester
- Slowakische Rhapsodie für Klavier und Orchester (1952)
- Konzert für Klavier und Orchester (1957)
- Konzert für Orgel und Orchester (1958)
- Slowakische Rhapsodie Nr. 2 für Violoncello und Kammerorchester (1960)

### Duos und Kammermusik
- Scherzo für Klaviertrio (1920)
- Zwei Tänze für Violine und Klavier (1943)
- Streichquartett g-Moll (1947)
- Klaviertrio (1954)
- Quintett für zwei Violinen, Viola, Violoncello und Klavier (1956)
- Slowakische Rhapsodie Nr. 2. Fassung für Violoncello und Klavier (1960)
- Sonate für Violine und Klavier (1962)

### Klavier solo
- Floridus (1919)
- Capriccio (1946, rev. 1961)
- Pre mládež (Für die Jungen) (1950)
- Meditation über ein Thema von Niccolo Paganini (1951)
- Intermezzo (1952)
- Sonate op. 50 (1955)
- Improvisation über ein slowakisches Volkslied (1959)
- Epitaph (1972)

### Orgel solo
- Zwei kleine Stücke (1931)
- Partita profana op. 82 (1961)
- Sonata a tre op. 82 (1963)
- Concerto per organo solo op. 85 (1964)
- Accomodatio ad nomen B-A-C-H op. 111 (1972)

### Geistliche Musik
- ‘Missa brevis Nr. 1 F-Dur (1921)
- Ave Maria Nr. 1 (1923)
- Pater noster (1925)
- Ave Maria Nr. 2 (1928)
- ‘Missa brevis Nr. 2 A-Dur (1933)
- ‘Missa brevis Nr. 3 g-Moll op. 22 (1936)
- Domine Deus virtutum (1939)
- Bratislavská omša (Missa Posoniensis) (Bratislavaer Messe) (1940)
- ‘Missa brevis Nr. 4 (1943)
- Ave Maria Nr. 3 (1947)

Weiters Lieder, Chöre und zahlreiche Bearbeitungen slowakischer und ungarischer Volkslieder.

## CD-Diskographie (Auswahl)
- Záhorácke piesne – Peter Dvorský (Tenor), Orchester der Oper des Slowakischen Nationaltheaters, Dirigent: Pavol Bagin – auf Peter Dvorský ‘77/Slowakische Volkslieder (Opus, 2009)
- Capriccio, Meditation über ein Thema von Niccolo Paganini, Slowakische Rhapsodie, Intermezzo, Klaviersonate, Improvisation über ein slowakisches Volkslied, Epitaph – Magdaléna Bajuszová (Klavier) – auf Štefan Németh-Šamorínsky: Piano Music (Diskant, 2011)[6]
- Zwei kleine Orgelstücke, Partita profana, Sonata a tre, Concerto per organo solo, Accomodatio ad nomen B-A-C-H – Marek Vrábel (Orgel) – auf Štefan Németh-Šamorínsky: Organ Music (Diskant, 2012)
- Missa brevis Nr. 1, Missa brevis Nr. 3, Ave Maria Nr. 1 – Tomáš Šelc (Bassbariton), Marek Vrábel (Orgel) – auf Ave Maria et alia opera musica sacra (Music Forum, 2013)
- Šesť piesní (Sechs Lieder) – Eva Garajová (Mezzosopran), Marian Lapšanský (Klavier) – auf Eva Garajová: Nox et solitudo (Arco Diva, 2014)
- Lieder: Widmung, Orgeltöne, Der schwere Abend – Tomáš Šelc (Bassbariton), Peter Pažický (Klavier) – auf Das romantische Lied aus Pressburg (Slowakisches Musikzentrum, 2020)